# Rhoicinus rothi
Rhoicinus rothi är en spindelart som beskrevs av Harriet Exline 1960. Rhoicinus rothi ingår i släktet Rhoicinus och familjen Trechaleidae.
Artens utbredningsområde är Peru. Inga underarter finns listade i Catalogue of Life.